# Mesen
Mesen (Messines trong tiếng Pháp) là một đô thị ở tỉnh Tây Flanders. Thị trấn này chỉ gồm thị trấn Mesen proper. Tại thời điểm ngày 1 tháng 1 năm 2006, Mesen có dân số 988 người. Tổng diện tích là 3,58 km², mật độ dân số là 276 người trên mỗi km².
Mesen là đô thị nhỏ nhất ở Bỉ.

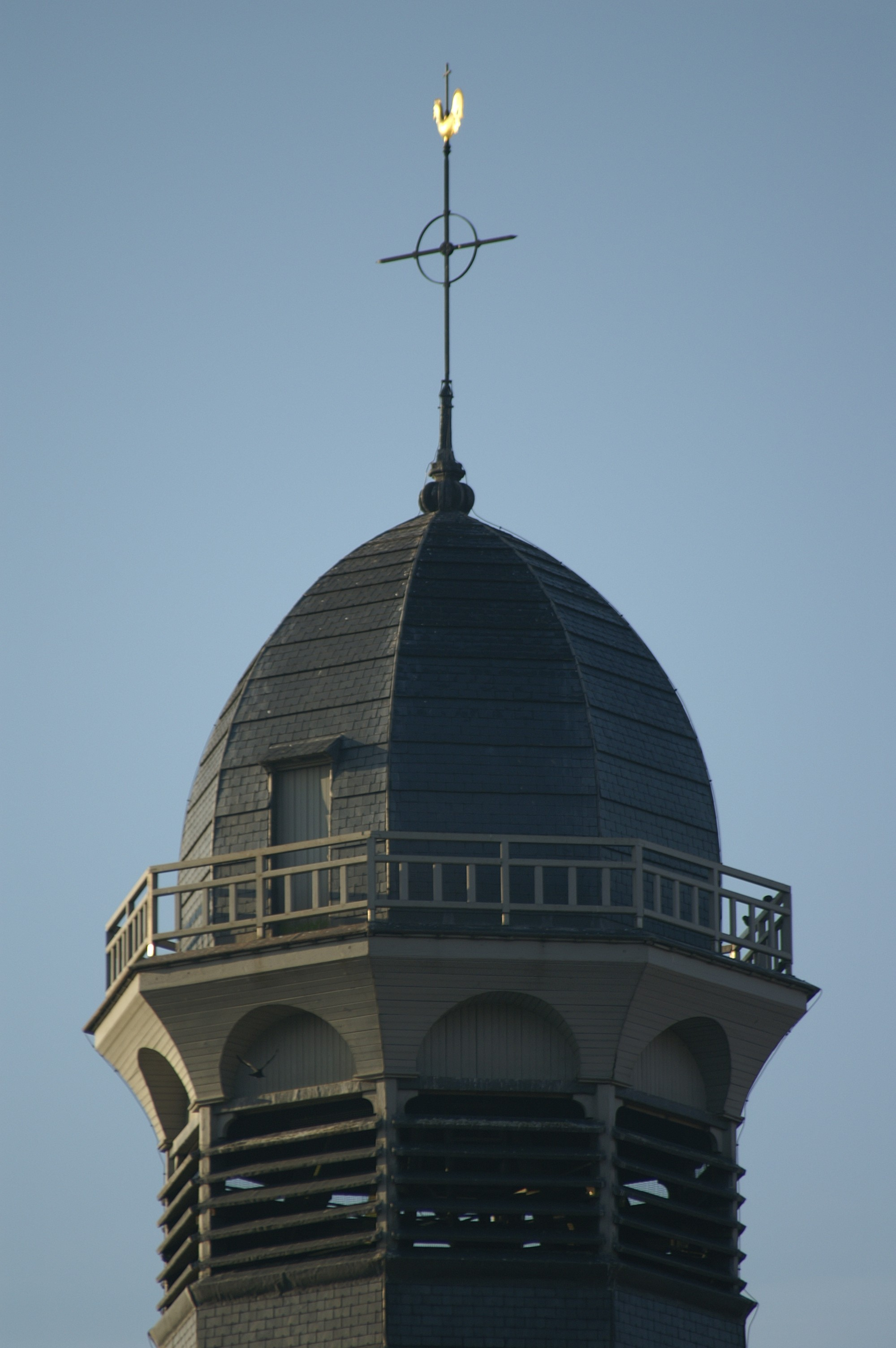
Tháp chuông nhà thờ Mesen
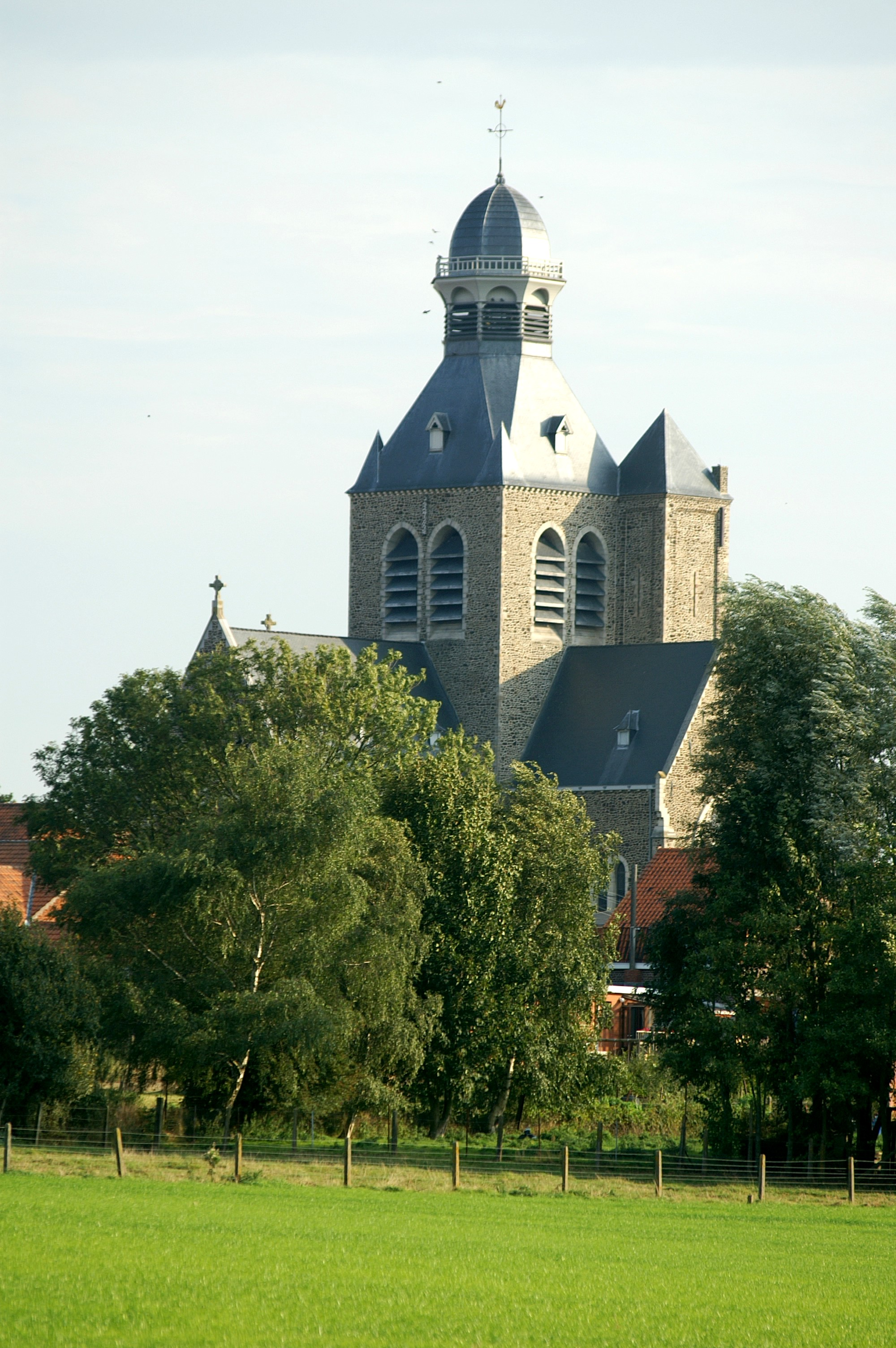
Sint-Niklaaskerk
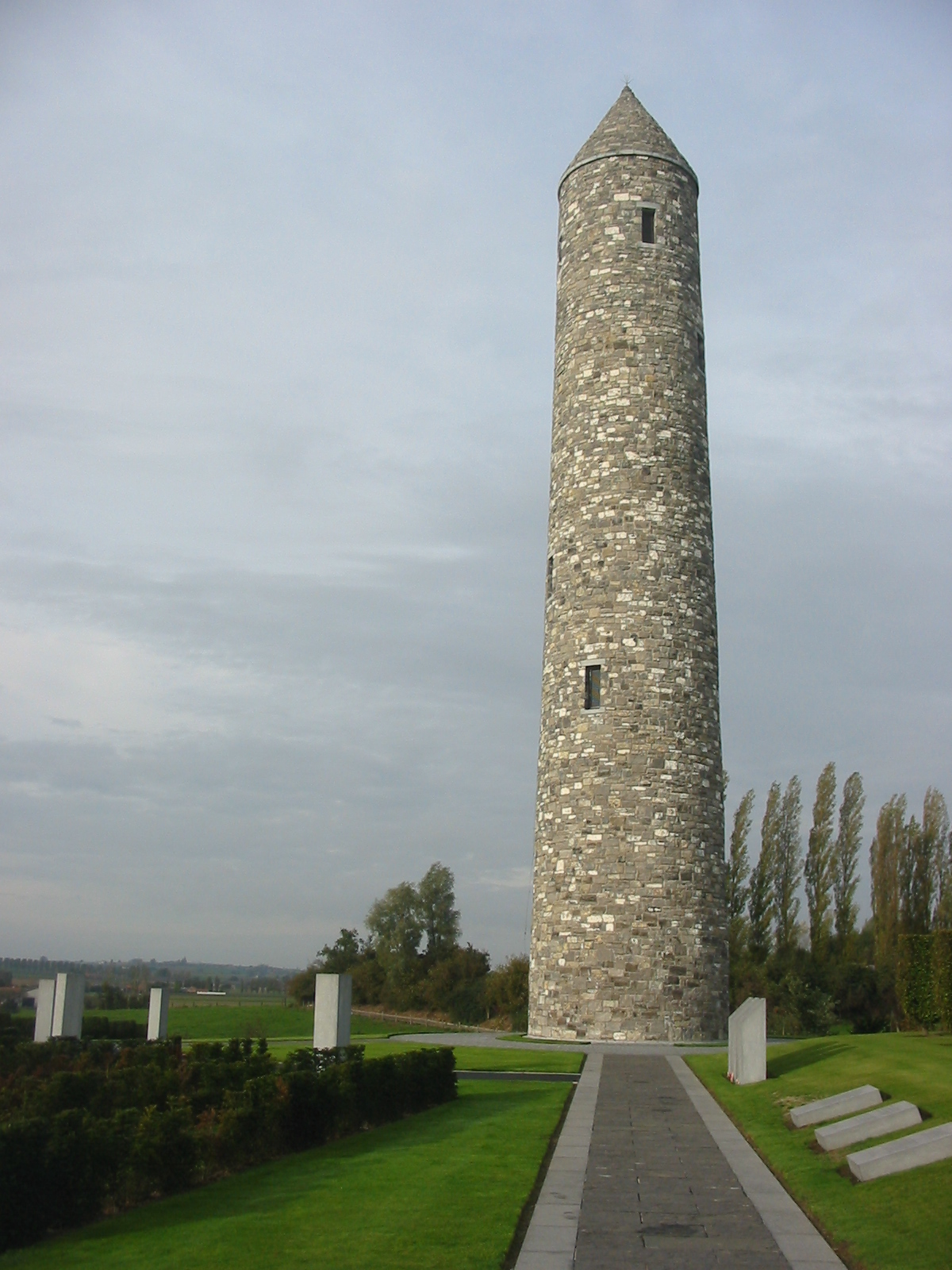
Tháp, công viên Irish Peace ở Mesen